# Wired (logiciel)
Pour les articles homonymes, voir Wired.
Wired est un logiciel libre, sous Linux, de composition et de production musicale, proposant aux musiciens un studio d'enregistrement virtuel et de création complet. Il a été réalisé par des élèves de l'Epitech. Wired intègre toutes les fonctionnalités d'un logiciel professionnel de musique assistée par ordinateur (MAO) avec une installation facile et une interface simple et lisible. Il propose une aide contextuelle et une bibliothèque de média (qui permet facilement de trier et importer des médias dans un projet). 

## Historique
Wired est né du constat que le système d'exploitation Linux manquait d'un logiciel offrant la possibilité de composer, enregistrer et mixer des sons pour créer un morceau de musique. Alors que des logiciels de MAO existent mais sous forme d'éléments séparés, leur utilisation nécessite souvent des compétences informatiques. Partant de ce constat, Wired a été pensé dans le but de mettre à la disposition de l'utilisateur de Linux l'environnement complet d'un studio d'enregistrement sans la nécessité d'un matériel onéreux. 

## Fonctionnalités
Wired permet de travailler avec des sons existants ou enregistrés à partir de vrais instruments (comme une guitare ou un micro branchés sur une carte son) ou d’instruments MIDI. Il permet ensuite de les organiser de manière graphique dans un séquenceur et de les mixer. 
Il supporte des modules (racks) qui peuvent être de deux types : instrument virtuel (qui génère du son : une boite à rythme par exemple) ou machine d’effet (qui applique des effets tels que de l’écho). Wired utilise son propre type de module, mais supporte aussi les modules LADSPA et DSSI qui sont déjà largement répandus. Une bibliothèque de média permet d'organiser et d'importer des fichiers dans les projets. 
Il supporte une grande variété de formats sonores, le standard MIDI et les types de modules les plus répandus pour les instruments virtuels et les machines d'effets. Il est possible d'utiliser un nombre illimité de pistes audio et midi, et d'enregistrer à partir des entrées de la carte son.